# Jaszkino (obwód orenburski)
Jaszkino (ros. Яшкино) – wieś (sieło) w Rosji, w obwodzie orenburskim, w rejonie krasnogwardiejskim. W 2010 liczyła 724 mieszkańców.